# Trollshuvudet
Trollshuvudet är en ö i Finland. Den ligger i Skärgårdshavet och i kommunen Kimitoön i den ekonomiska regionen  Åboland i landskapet Egentliga Finland, i den sydvästra delen av landet. Ön ligger omkring 52 kilometer söder om Åbo och omkring 140 kilometer väster om Helsingfors. Trollshuvudet ligger 10 meter över havet.
Öns area är 3,8 hektar och dess största längd är 380 meter i nord-sydlig riktning. I omgivningarna runt Trollshuvudet växer i huvudsak barrskog. Närmaste större samhälle är Dragsfjärd, 9,4 km nordost om Trollshuvudet.